# Weihnachtsgeister
Weihnachtsgeister ist eine Novelle von Wilhelm Raabe, die im Oktober 1857 entstand und im März 1858 in den Stuttgarter Hausblättern bei Edmund Hoefer erschien. Die Buchausgabe kam 1859 bei Ernst Schotte in Berlin heraus. Meyen gibt vier Besprechungen aus den Jahren 1860 bis 1911 an.

## Inhalt
Der junge Journalist Dr. Karl Theodor Hinkelmann wird am 23. Dezember in die Bureaustraße 96 eingeladen. Die miserable Dichterin Frau Geheimerätin von Weißvogel hofft auf eine günstige Rezension ihres neuesten Werkes in Hinkelmanns Blatt „Chamäleon“. Leider hat Theobul Raimund Weitenweber – das ist der Freund Hinkelmanns – die Schöpfung der Geheimerätin verrissen. So wird es nichts mit einer erneuten Einladung in jenen Salon für den bevorstehenden Heiligabend. Gerne wäre Hinkelmann zu der schriftstellernden Dame gegangen – schon der reizenden Töchter wegen. Zudem führt das Haus einen süffigen Burgunder.
Hinkelmann muss nun den Weihnachtsabend in seiner tristen Behausung verbringen. Zuvor ersteigert er am Heiligabend eine mit Kleie gefüllte Kinderpuppe. Hinkelmann feiert nicht allein. Freund Weitenweber erscheint und baut eine Batterie Weinflaschen auf. Während des Genusses der daraus selbst gemixten Punschbowle verwandelt sich die Kleiepuppe zur Elfe und beschert Hinkelmann einen Weihnachtstraum, der nichts mit der „Gänseblümchenpoesie“ der Geheimerätin zu tun hat. Die Elfe schwingt ihren Zauberstab nicht nur über dem Königspalast, sondern auch über der Kellerwohnung, der Dachstube, dem Hospital und dem Gefängnis. Die „große Stadt“ hat böse Träume. Um eine Leiche unter grober Sackleinwand kauern verschüchtert hungrige Kinder. Der Honigkuchenmann, den eines der Kinder „da draußen in dem Schneewind“ feilbietet, lässt eine bewaffnete Macht von Bleisoldaten antreten: „Schultert's Gewehr! Marsch! Marsch!“ Die Elfe aber macht kraft ihres Stabes dem Aufruhr ein Ende.

## Interpretation
Nach Fuld geht Raabe bei der Schilderung des Großstadtelends über E. T. A. Hoffmanns „Nußknacker und Mausekönig“ hinaus, wenn er dem satten Bürger das Gespenst „sozialer Unruhe“ an die Wand der gut geheizten Weihnachtsstube malt.
Nach Hoppe bezeugen Tagebucheintragungen Raabes Absicht: Schreibend vordringen ins Innere mit Hilfe der Phantasie.
Der Ich-Erzähler Hinkelmann schaut „scheu und mißtrauisch“ auf sein Handwerk. Indem er sein Produkt mit dem Machwerk der Geheimerätin konfrontiert, bleibt er sich seiner Wirkung unsicher, wenn er ausruft: „Schöne Damen, bittet für uns!“

## Ausgaben

### Erstausgabe
- Halb Mähr, halb mehr! Erzählungen, Skizzen und Reime von Wilhelm Raabe. 177 Seiten. Ernst Schotte, Berlin 1859 (Der Weg zum Lachen. Der Student von Wittenberg. Weihnachtsgeister. Lorenz Scheibenhart. Einer aus der Menge)

### Verwendete Ausgabe
- Weihnachtsgeister. S. 279–303. Mit einem Anhang, verfasst von Karl Hoppe, S. 570–574 in Karl Hoppe (Bearb.), Hans Oppermann (Bearb.): Die Kinder von Finkenrode. Der Weg zum Lachen. Der Student von Wittenberg. Weihnachtsgeister. Lorenz Scheibenhart. Einer aus der Menge. Die alte Universität. Der Junker von Denow. Aus dem Lebensbuch des Schulmeisterleins Michel Haas. Wer kann es wenden? Vandenhoeck & Ruprecht, Göttingen 1992. Bd. 2 (2. Aufl., besorgt von Eberhard Rohse), ISBN 3-525-20164-8 in Karl Hoppe (Hrsg.), Jost Schillemeit (Hrsg.), Hans Oppermann (Hrsg.), Kurt Schreinert (Hrsg.): Wilhelm Raabe. Sämtliche Werke. Braunschweiger Ausgabe. 24 Bde.